# Abdukodir Khusanov (futbolista)
Abduqodir Hikmatjon oʻgʻli Husanov (Taskent, 29 de febrero de 2004) es un futbolista uzbeko que juega de defensa en el Manchester City F. C. de la Premier League.
Es internacional con la selección de fútbol de Uzbekistán.

## Trayectoria
Husanov comenzó su carrera deportiva en las categorías inferiores del FK Bunyodkor Tashkent, marchándose en marzo de 2022 al FC Energetik-BGU Minsk de la Primera Liga de Bielorrusia.
Pese a su juventud, se convirtió en un jugador importante dentro del club bielorruso, debutando en la liga el 19 de marzo de 2022, en un partido frente al FC Vitebsk. Su primer gol llegó el 2 de mayo de 2022, en un partido frente al FC Neman Grodno, en el que además repartió dos asistencias.
A final de temporada, logró el subcampeonato con el club y fue incluido en el equipo ideal de la temporada.
El 24 de julio de 2023 fichó por el Racing Club de Lens de la Ligue 1. Fue el primer jugador de Asia Central en la historia del club y el primer uzbeko en jugar en la máxima categoría del fútbol francés.
El 20 de enero de 2025 fue traspasado al Manchester City F. C. y firmó por cuatro años y medio. De este modo, se convertía en el primer uzbeko que iba a jugar en la Premier League. Hizo su debut en la competición cinco días después, en un partido ante el Chelsea F. C. en el que a los cuatro minutos ya había cometido un error que les costó un gol en contra y había sido amonestado.

## Selección nacional
Husanov es internacional con la selección de fútbol de Uzbekistán, con la que debutó el 11 de junio de 2023, en un partido de la Copa de Naciones CAFA frente a la selección de fútbol de Omán.
Fue parte de la selección sub-20 de Uzbekistán que logró el título en la Copa Asiática Sub-20 de la AFC 2023.

## Clubes
Actualizado a 15 de marzo de 2025.
| Club                   | País        | Año       | Partidos | Goles |
| ---------------------- | ----------- | --------- | -------- | ----- |
| FC Energetik-BGU Minsk | Bielorrusia | 2022-2023 | 37       | 4     |
| R. C. Lens             | Francia     | 2023-2025 | 31       | 0     |
| Manchester City F. C.  | Inglaterra  | 2025-     | 8        | 1     |

## Palmarés

### Títulos internacionales
| Título           | Club (*)                | Sede       | Año  |
| ---------------- | ----------------------- | ---------- | ---- |
| Copa Asia sub-20 | Selección de Uzbekistán | Uzbekistán | 2023 |

(*) Incluyendo la selección.